# Frank Zappas diskografi
Frank Zappas diskografi inkluderer han udgivelser med the Mothers of Invention og som solokunstner. I sin levetid udgav Zappa 62 albums. Siden 1994 har Zappa Family Trust udgivet 28 posthume albums, hvilket får antallet op på sammenlagt 110 albums. Den nuværende udgiver af Zappas værker er Universal Music Enterprises. En liste over Zappas musik indspillet af andre kunstnere er også inkluderet.

## Live- og studiealbums
| Officielt udgivelses# 1. | Udgivet | Udgivet | Titel                                           | Højeste hitlisteplacering | Højeste hitlisteplacering | Højeste hitlisteplacering | Højeste hitlisteplacering | Højeste hitlisteplacering | Højeste hitlisteplacering | Højeste hitlisteplacering | Certificering |
| År                       | Måned   | US      | Titel                                           | UK                        | GER                       | NOR                       | SWE                       | SWI                       | AUT                       |                           | Certificering |
| ------------------------ | ------- | ------- | ----------------------------------------------- | ------------------------- | ------------------------- | ------------------------- | ------------------------- | ------------------------- | ------------------------- | ------------------------- | ------------- |
| 1                        | 1966    | Jun     | Freak Out!                                      | 130                       | —                         | —                         | —                         | —                         | —                         | —                         |               |
| 2                        | 1967    | Apr     | Absolutely Free                                 | 41                        | —                         | —                         | —                         | —                         | —                         | —                         |               |
| 3                        | 1967    | Aug     | Lumpy Gravy                                     | 159                       | —                         | —                         | —                         | —                         | —                         | —                         |               |
| 4                        | 1968    | Mar     | We're Only in It for the Money                  | 30                        | 31                        | —                         | —                         | —                         | —                         | —                         |               |
| 5                        | 1968    | Nov     | Cruising with Ruben & the Jets                  | 110                       | —                         | —                         | —                         | —                         | —                         | —                         |               |
| 6                        | 1969    | Mar     | Uncle Meat                                      | 43                        | —                         | —                         | —                         | —                         | —                         | —                         |               |
| 7                        | 1969    | Mar     | Mothermania                                     | —                         | —                         | —                         | —                         | —                         | —                         | —                         |               |
| 8                        | 1969    | Oct     | Hot Rats                                        | 173                       | 9                         | —                         | —                         | —                         | —                         | —                         |               |
| 9                        | 1970    | Feb     | Burnt Weeny Sandwich                            | 94                        | 17                        | —                         | —                         | —                         | —                         | —                         |               |
| 10                       | 1970    | Aug     | Weasels Ripped My Flesh                         | 189                       | 28                        | —                         | —                         | —                         | —                         | —                         |               |
| 11                       | 1970    | Oct     | Chunga's Revenge                                | 119                       | 43                        | —                         | —                         | —                         | —                         | —                         |               |
| 12                       | 1971    | Aug     | Fillmore East – June 1971                       | 38                        | —                         | —                         | —                         | —                         | —                         | —                         |               |
| 13                       | 1971    | Oct     | 200 Motels                                      | 59                        | —                         | —                         | —                         | —                         | —                         | —                         |               |
| 14                       | 1972    | Mar     | Just Another Band from L.A.                     | 85                        | —                         | —                         | —                         | —                         | —                         | —                         |               |
| 15                       | 1972    | Jul     | Waka/Jawaka                                     | 152                       | —                         | —                         | —                         | —                         | —                         | —                         |               |
| 16                       | 1972    | Nov     | The Grand Wazoo                                 | —                         | —                         | —                         | —                         | —                         | —                         | —                         |               |
| 17                       | 1973    | Sep     | Over-Nite Sensation                             | 32                        | —                         | —                         | 15                        | —                         | —                         | —                         | US: Guld      |
| 18                       | 1974    | Mar     | Apostrophe (')                                  | 10                        | —                         | —                         | 6                         | —                         | —                         | —                         | US: Guld      |
| 19                       | 1974    | Jul     | Roxy & Elsewhere                                | 27                        | —                         | —                         | 14                        | —                         | —                         | —                         |               |
| 20                       | 1975    | Jun     | One Size Fits All                               | 26                        | —                         | —                         | 5                         | —                         | —                         | —                         |               |
| 21                       | 1975    | Oct     | Bongo Fury                                      | 66                        | —                         | —                         | 11                        | —                         | —                         | —                         |               |
| 22                       | 1976    | Oct     | Zoot Allures                                    | 61                        | —                         | —                         | 16                        | 17                        | —                         | —                         | UK: Sølv      |
| 23                       | 1978    | Mar     | Zappa in New York                               | 57                        | 55                        | —                         | 6                         | 24                        | —                         | —                         |               |
| 24                       | 1978    | Sep     | Studio Tan                                      | 147                       | —                         | —                         | —                         | 30                        | —                         | —                         |               |
| 25                       | 1979    | Jan     | Sleep Dirt                                      | 175                       | —                         | —                         | 16                        | 19                        | —                         | —                         |               |
| 26                       | 1979    | Mar     | Sheik Yerbouti                                  | 21                        | 32                        | —                         | 5                         | 4                         | —                         | 6                         | CAN: Guld     |
| 27                       | 1979    | May     | Orchestral Favorites                            | 168                       | —                         | —                         | —                         | —                         | —                         | —                         |               |
| 28                       | 1979    | Sep     | Joe's Garage Act I                              | 27                        | 62                        | —                         | 1                         | 2                         | —                         | 8                         | CAN: Guld     |
| 29                       | 1979    | Nov     | Joe's Garage Acts II & III                      | 53                        | 75                        | —                         | 3                         | 4                         | —                         | 9                         |               |
| 30                       | 1981    | May     | Tinsel Town Rebellion                           | 66                        | 55                        | —                         | 13                        | 8                         | —                         | 9                         |               |
| 31                       | 1981    | May     | Shut Up 'n Play Yer Guitar                      | —                         | —                         | —                         | —                         | —                         | —                         | —                         |               |
| 32                       | 1981    | May     | Shut Up 'n Play Yer Guitar Some More            | —                         | —                         | —                         | —                         | —                         | —                         | —                         |               |
| 33                       | 1981    | May     | Return of the Son of Shut Up 'n Play Yer Guitar | —                         | —                         | —                         | —                         | —                         | —                         | —                         |               |
| 34                       | 1981    | Sep     | You Are What You Is                             | 93                        | 51                        | —                         | 12                        | 22                        | —                         | —                         |               |
| 35                       | 1982    | May     | Ship Arriving Too Late to Save a Drowning Witch | 23                        | 61                        | —                         | 20                        | 26                        | —                         | —                         |               |
| 36                       | 1983    | Mar     | The Man from Utopia                             | 153                       | 87                        | —                         | —                         | 23                        | —                         | —                         |               |
| 37                       | 1983    | Mar     | Baby Snakes                                     | —                         | —                         | 67                        | —                         | —                         | —                         | —                         |               |
| 38                       | 1983    | Jun     | London Symphony Orchestra, Vol. I               | —                         | —                         | —                         | —                         | —                         | —                         | —                         |               |
| 39                       | 1984    | Aug     | Boulez Conducts Zappa: The Perfect Stranger     | —                         | —                         | —                         | —                         | —                         | —                         | —                         |               |
| 40                       | 1984    | Oct     | Them or Us                                      | —                         | 53                        | —                         | —                         | 22                        | —                         | —                         |               |
| 41                       | 1984    | Nov     | Thing-Fish                                      | —                         | —                         | —                         | —                         | —                         | —                         | —                         |               |
| 42                       | 1984    | Nov     | Francesco Zappa                                 | —                         | —                         | —                         | —                         | —                         | —                         | —                         |               |
| 43                       | 1984    | Nov     | The Old Masters, Box I                          | —                         | —                         | —                         | —                         | —                         | —                         | —                         |               |
| 44                       | 1985    | Nov     | Frank Zappa Meets the Mothers of Prevention     | 153                       | —                         | —                         | —                         | —                         | —                         | —                         |               |
| 45                       | 1986    | Jan     | Does Humor Belong in Music?                     | —                         | —                         | —                         | —                         | —                         | —                         | —                         |               |
| 46                       | 1986    | Nov     | The Old Masters, Box II                         | —                         | —                         | —                         | —                         | —                         | —                         | —                         |               |
| 47                       | 1986    | Nov     | Jazz from Hell                                  | —                         | —                         | —                         | —                         | —                         | —                         | —                         |               |
| 48                       | 1987    | Sep     | London Symphony Orchestra, Vol. II              | —                         | —                         | —                         | —                         | —                         | —                         | —                         |               |
| 49                       | 1987    | Dec     | The Old Masters, Box III                        | —                         | —                         | —                         | —                         | —                         | —                         | —                         |               |
| 50                       | 1988    | Apr     | Guitar                                          | —                         | 82                        | —                         | —                         | —                         | —                         | 25                        |               |
| 51                       | 1988    | May     | You Can't Do That on Stage Anymore, Vol. 1      | —                         | —                         | —                         | —                         | —                         | —                         | —                         |               |
| 52                       | 1988    | Oct     | You Can't Do That on Stage Anymore, Vol. 2      | —                         | —                         | —                         | —                         | —                         | —                         | —                         |               |
| 53                       | 1988    | Oct     | Broadway the Hard Way                           | —                         | —                         | —                         | —                         | —                         | —                         | —                         |               |
| 54                       | 1989    | Nov     | You Can't Do That on Stage Anymore, Vol. 3      | —                         | —                         | —                         | —                         | —                         | —                         | —                         |               |
| 55                       | 1991    | Apr     | The Best Band You Never Heard in Your Life      | —                         | —                         | —                         | —                         | —                         | 30                        | —                         |               |
| 56                       | 1991    | Jun     | You Can't Do That on Stage Anymore, Vol. 4      | —                         | —                         | —                         | —                         | —                         | —                         | —                         |               |
| 57                       | 1991    | Jun     | Make a Jazz Noise Here                          | —                         | —                         | —                         | —                         | —                         | —                         | —                         |               |
| 58                       | 1992    | Jul     | You Can't Do That on Stage Anymore, Vol. 5      | —                         | —                         | —                         | —                         | —                         | —                         | —                         |               |
| 59                       | 1992    | Jul     | You Can't Do That on Stage Anymore, Vol. 6      | —                         | —                         | —                         | —                         | —                         | —                         | —                         |               |
| 60                       | 1992    | Nov     | Playground Psychotics                           | —                         | —                         | —                         | —                         | —                         | —                         | —                         |               |
| 61                       | 1993    | Mar     | Ahead of Their Time                             | —                         | —                         | —                         | —                         | —                         | —                         | —                         |               |
| 62                       | 1993    | Oct     | The Yellow Shark                                | —                         | —                         | 61                        | —                         | —                         | —                         | 30                        |               |

## Posthume album albums
| Officielt udgivelses# | Udgivet | Titel | Højeste hitlisteplacering                                                               | Højeste hitlisteplacering | Højeste hitlisteplacering | Højeste hitlisteplacering | Højeste hitlisteplacering | Højeste hitlisteplacering | Højeste hitlisteplacering |   |
| År                    | Måned   | Titel | US                                                                                      | UK                        | GER                       | NOR                       | SWE                       | SWI                       | AUT                       |   |
| --------------------- | ------- | ----- | --------------------------------------------------------------------------------------- | ------------------------- | ------------------------- | ------------------------- | ------------------------- | ------------------------- | ------------------------- | - |
| 63                    | 1994    | Dec   | Civilization Phaze III                                                                  | —                         | —                         | 87                        | —                         | —                         | —                         | — |
| 64                    | 1996    | Feb   | The Lost Episodes                                                                       | —                         | —                         | —                         | —                         | 54                        | —                         | — |
| 65                    | 1996    | Sep   | Läther                                                                                  | —                         | —                         | —                         | —                         | 50                        | —                         | — |
| 66                    | 1996    | Oct   | Frank Zappa Plays the Music of Frank Zappa: A Memorial Tribute                          | —                         | —                         | —                         | —                         | —                         | —                         | — |
| 67                    | 1997    | May   | Have I Offended Someone?                                                                | —                         | —                         | —                         | —                         | —                         | —                         | — |
| 68                    | 1998    | Sep   | Mystery Disc                                                                            | —                         | —                         | —                         | —                         | —                         | —                         | — |
| 69                    | 1999    | Dec   | Everything Is Healing Nicely                                                            | —                         | —                         | —                         | —                         | —                         | —                         | — |
| 70                    | 2002    | Aug   | FZ:OZ                                                                                   | —                         | —                         | —                         | —                         | —                         | —                         | — |
| 71                    | 2003    | Feb   | Halloween DVD-Audio Disc                                                                | —                         | —                         | —                         | —                         | —                         | —                         | — |
| 72                    | 2004    | May   | Joe's Corsage                                                                           | —                         | —                         | —                         | —                         | —                         | —                         | — |
| 73                    | 2004    | Oct   | Joe's Domage                                                                            | —                         | —                         | —                         | —                         | —                         | —                         | — |
| 74                    | 2004    | Sep   | QuAUDIOPHILIAc DVD-Audio Disc                                                           | —                         | —                         | —                         | —                         | —                         | —                         | — |
| 75                    | 2005    | Dec   | Joe's XMASage                                                                           | —                         | —                         | —                         | —                         | —                         | —                         | — |
| 76                    | 2006    | Jan   | Imaginary Diseases                                                                      | —                         | —                         | —                         | —                         | —                         | —                         | — |
| 77                    | 2006    | Dec   | The MOFO Project/Object (4-CD set) An FZ Audio Documentary                              | —                         | —                         | —                         | —                         | —                         | —                         | — |
| 78                    | 2006    | Dec   | The MOFO Project/Object (2-CD set) An FZ Audio Documentary                              | —                         | —                         | —                         | —                         | —                         | —                         | — |
| 79                    | 2006    | Oct   | Trance-Fusion                                                                           | —                         | —                         | —                         | —                         | —                         | —                         | — |
| 80                    | 2007    | Apr   | Buffalo                                                                                 | —                         | —                         | —                         | —                         | —                         | —                         | — |
| 81                    | 2007    | Aug   | The Dub Room Special!                                                                   | —                         | —                         | —                         | —                         | —                         | —                         | — |
| 82                    | 2007    | Oct   | Wazoo                                                                                   | —                         | —                         | —                         | —                         | —                         | —                         | — |
| 83                    | 2008    | Jun   | One Shot Deal                                                                           | —                         | —                         | —                         | —                         | —                         | —                         | — |
| 84                    | 2008    | Sep   | Joe's Menage                                                                            | —                         | —                         | —                         | —                         | —                         | —                         | — |
| 85                    | 2009    | Jan   | Lumpy Money Project/Object (3-CD set) An FZ Audio Documentary                           | —                         | —                         | —                         | —                         | —                         | —                         | — |
| 86                    | 2009    | Dec   | Philly '76                                                                              | —                         | —                         | —                         | —                         | —                         | —                         | — |
| 87                    | 2010    | Apr   | Greasy Love Songs Project/Object An FZ Audio Documentary                                | —                         | —                         | —                         | —                         | —                         | —                         | — |
| 88                    | 2010    | Sep   | Congress Shall Make No Law...                                                           | —                         | —                         | —                         | —                         | —                         | —                         | — |
| 89                    | 2010    | Nov   | Hammersmith Odeon                                                                       | —                         | —                         | —                         | —                         | —                         | —                         | — |
| 90                    | 2011    | Sep   | Feeding the Monkies at Ma Maison                                                        | —                         | —                         | —                         | —                         | —                         | —                         | — |
| 91                    | 2011    | Oct   | Carnegie Hall                                                                           | —                         | —                         | —                         | —                         | —                         | —                         | — |
| 92                    | 2012    | Oct   | Road Tapes, Venue 1                                                                     | —                         | —                         | —                         | —                         | —                         | —                         | — |
| 93                    | 2012    | Oct   | Understanding America                                                                   | —                         | —                         | —                         | —                         | —                         | —                         | — |
| 94                    | 2012    | Dec   | Finer Moments                                                                           | —                         | —                         | —                         | —                         | —                         | —                         | — |
| 95                    | 2012    | Dec   | Baby Snakes: The Compleat Soundtrack                                                    | —                         | —                         | —                         | —                         | —                         | —                         | — |
| 96                    | 2013    | Oct   | Road Tapes, Venue 2                                                                     | —                         | —                         | —                         | —                         | —                         | —                         | — |
| 97                    | 2013    | Nov   | A Token of His Extreme (Soundtrack)                                                     | —                         | —                         | —                         | —                         | —                         | —                         | — |
| 98                    | 2014    | Jan   | Joe's Camouflage                                                                        | —                         | —                         | —                         | —                         | —                         | —                         | — |
| 99                    | 2014    | Mar   | Roxy by Proxy                                                                           | —                         | —                         | —                         | —                         | —                         | —                         | — |
| 100                   | 2015    | Jun   | Dance Me This                                                                           | —                         | —                         | —                         | —                         | —                         | —                         | — |
| 101                   | 2015    | Nov   | 200 Motels: The Suites (LA Philharmonic-Conducted by Esa-Pekka Salonen)                 | —                         | —                         | —                         | —                         | —                         | —                         | — |
| 102                   | 2015    | Oct   | Roxy The Soundtrack (Roxy The Movie DVD/CD or BD/CD, CD soundtrack not sold separately) | —                         | —                         | —                         | —                         | —                         | —                         | — |
| 103                   | 2016    | May   | Road Tapes, Venue 3                                                                     | —                         | —                         | —                         | —                         | —                         | —                         | — |
| 104                   | 2016    | Jul   | The Crux Of The Biscuit Project/Object An FZ Audio Documentary                          | —                         | —                         | —                         | —                         | —                         | —                         | — |
| 105                   | 2016    | Jul   | Frank Zappa For President                                                               | —                         | —                         | —                         | —                         | —                         | —                         | — |
| 106                   | 2016    | Sep   | ZAPPAtite: Frank Zappa's Tastiest Tracks                                                | —                         | —                         | —                         | —                         | —                         | —                         | — |
| 107                   | 2016    | Nov   | Meat Light The Uncle Meat Project/Object Audio Documentary                              | —                         | —                         | —                         | —                         | —                         | —                         | — |
| 108                   | 2016    | Nov   | Chicago '78                                                                             | —                         | —                         | —                         | —                         | —                         | —                         | — |
| 109                   | 2016    | Nov   | Little Dots                                                                             | —                         | —                         | —                         | —                         | —                         | —                         | — |
| 110                   | 2017    | Oct   | Halloween 77                                                                            | —                         | —                         | —                         | —                         | —                         | —                         | — |

## Blandet
| Udgivet | Udgivet | Titel                                                                        | Højeste hitlisteplacering | Højeste hitlisteplacering | Højeste hitlisteplacering | Højeste hitlisteplacering | Højeste hitlisteplacering | Højeste hitlisteplacering | Højeste hitlisteplacering |
| År      | Måned   | Titel                                                                        | US                        | UK                        | GER                       | NOR                       | SWE                       | SWI                       | AUT                       |
| ------- | ------- | ---------------------------------------------------------------------------- | ------------------------- | ------------------------- | ------------------------- | ------------------------- | ------------------------- | ------------------------- | ------------------------- |
| 1982    | May     | Shut Up 'n Play Yer Guitar (Box Set)                                         | —                         | —                         | —                         | —                         | —                         | —                         | —                         |
| 1987    | May     | Joe's Garage Acts I, II & III                                                | —                         | —                         | —                         | —                         | —                         | —                         | —                         |
| 1991    | Jul     | Beat the Boots                                                               | —                         | —                         | —                         | —                         | —                         | —                         | —                         |
| 1992    | Jun     | Beat the Boots II                                                            | —                         | —                         | —                         | —                         | —                         | —                         | —                         |
| 1995    | Apr     | London Symphony Orchestra, Volumes I & II                                    | —                         | —                         | —                         | —                         | —                         | —                         | —                         |
| 2009    | Jan     | Beat the Boots III                                                           | —                         | —                         | —                         | —                         | —                         | —                         | —                         |
| 2015    | Oct     | Roxy The Movie (DVD/CD or BD/CD, Roxy The Soundtrack CD not sold separately) | —                         | —                         | —                         | —                         | —                         | —                         | —                         |

## Opsamlingsalbums
| Udgivet | Udgivet | Albumdetaljer                                       | Højeste hitlisteplacering | Højeste hitlisteplacering | Højeste hitlisteplacering |
| År      | Måned   | Albumdetaljer                                       | US                        | UK                        | GER                       |
| ------- | ------- | --------------------------------------------------- | ------------------------- | ------------------------- | ------------------------- |
| 1968    | Oct     | The **** of the Mothers                             | —                         | —                         | —                         |
| 1970    | Jul     | The Mothers of Invention                            | —                         | —                         | —                         |
| 1971    | Mar     | Worst of the Mothers                                | 201                       | —                         | —                         |
| 1987    | Jun     | The Guitar World According to Frank Zappa           | —                         | —                         | —                         |
| 1995    | Aug     | Strictly Commercial                                 | —                         | 45                        | 51                        |
| 1997    | May     | Strictly Genteel                                    | —                         | —                         | —                         |
| 1998    | Feb     | Cucamonga                                           | —                         | —                         | —                         |
| 1998    | Apr     | Cheap Thrills                                       | —                         | —                         | —                         |
| 1999    | Apr     | Son of Cheep Thrills                                | —                         | —                         | —                         |
| 2006    | Dec     | The Frank Zappa AAAFNRAA Birthday Bundle 2006       | —                         | —                         | —                         |
| 2008    | Dec     | The Frank Zappa AAAFNRAAA Birthday Bundle 2008      | —                         | —                         | —                         |
| 2010    | Dec     | The Frank Zappa AAAFNRAAAA Birthday Bundle 2010     | —                         | —                         | —                         |
| 2011    | Dec     | The Frank Zappa AAAFNRAAAAAM Birthday Bundle 2011   | —                         | —                         | —                         |
| 2014    | Dec     | The Frank Zappa AAAFNRAA Birthday Bundle 21.12.2014 | —                         | —                         | —                         |
| 2016    | Sep     | ZAPPAtite                                           | —                         | —                         | —                         |

## Singler
| År                                       | Single (A-side, B-side) Begge sider fra samme album bortset fra hvor andet er angivet     | Højeste hitlisteplacering | Højeste hitlisteplacering | Højeste hitlisteplacering | Højeste hitlisteplacering | Højeste hitlisteplacering | Højeste hitlisteplacering | Højeste hitlisteplacering | Album                                                                                       |
| År                                       | Single (A-side, B-side) Begge sider fra samme album bortset fra hvor andet er angivet     | US                        | US Rock                   | GER                       | SWI                       | AUT                       | NOR                       | SWE                       | Album                                                                                       |
| ---------------------------------------- | ----------------------------------------------------------------------------------------- | ------------------------- | ------------------------- | ------------------------- | ------------------------- | ------------------------- | ------------------------- | ------------------------- | ------------------------------------------------------------------------------------------- |
| 1966                                     | "How Could I Be Such a Fool?" b/w "Help I'm a Rock (3rd Movement: It Can't Happen' Here)" | —                         | —                         | —                         | —                         | —                         | —                         | —                         | Freak Out!                                                                                  |
| 1966                                     | "Trouble Comin' Every Day" b/w "Who Are the Brain Police?"                                | —                         | —                         | —                         | —                         | —                         | —                         | —                         | Freak Out!                                                                                  |
| 1967                                     | "Big Leg Emma" b/w "Why Don't You Do Me Right?"                                           | —                         | —                         | —                         | —                         | —                         | —                         | —                         | Non-album tracks (later issued on CD version of Absolutely Free)                            |
| 1967                                     | "Son of Suzy Creamcheese" b/w "Big Leg Emma"                                              | —                         | —                         | —                         | —                         | —                         | —                         | —                         | Absolutely Free                                                                             |
| 1967                                     | "Lonely Little Girl" b/w "Mother People"                                                  | —                         | —                         | —                         | —                         | —                         | —                         | —                         | We're Only In It for the Money                                                              |
| 1968                                     | "Motherly Love" b/w "I Ain't Got No Heart"                                                | —                         | —                         | —                         | —                         | —                         | —                         | —                         | Freak Out!                                                                                  |
| 1968                                     | "Deseri" b/w "Jelly Roll Gum Drop"                                                        | —                         | —                         | —                         | —                         | —                         | —                         | —                         | Cruising with Ruben & the Jets                                                              |
| 1968                                     | "Anyway the Wind Blows" b/w "Jelly Roll Gum Drop"                                         | —                         | —                         | —                         | —                         | —                         | —                         | —                         | Cruising with Ruben & the Jets                                                              |
| 1969                                     | "WPLJ" b/w "My Guitar" (from Weasels Ripped My Flesh)                                     | —                         | —                         | —                         | —                         | —                         | —                         | —                         | Burnt Weeny Sandwich                                                                        |
| 1969                                     | "My Guitar" (Original version) b/w "Dog Breath" (45-only version w/o lyrics)              | —                         | —                         | —                         | —                         | —                         | —                         | —                         | Non-LP tracks ("My Guitar" later issued on "You Can't Do That on Stage Anymore, Vol. 5" CD) |
| 1970                                     | "Peaches en Regalia" b/w "Little Umbrellas"                                               | —                         | —                         | —                         | —                         | —                         | —                         | —                         | Hot Rats                                                                                    |
| 1970                                     | "Tell Me You Love Me" b/w "Will You Go All the Way for the U.S.A.?" [sic]                 | —                         | —                         | —                         | —                         | —                         | —                         | —                         | Chunga's Revenge                                                                            |
| 1971                                     | "Tears Began to Fall" (remix) b/w "Junier Mintz Boogie" (non-album track)                 | —                         | —                         | —                         | —                         | —                         | —                         | —                         | Fillmore East – June 1971                                                                   |
| 1971                                     | "Magic Fingers" b/w "Daddy, Daddy, Daddy"                                                 | —                         | —                         | —                         | —                         | —                         | —                         | —                         | 200 Motels                                                                                  |
| 1971                                     | "What Will This Evening Bring Me This Morning" b/w "Daddy, Daddy, Daddy"                  | —                         | —                         | —                         | —                         | —                         | —                         | —                         | 200 Motels                                                                                  |
| 1972                                     | "Cletus Awreetus-Awrightus" b/w "Eat That Question"                                       | —                         | —                         | —                         | —                         | —                         | —                         | —                         | The Grand Wazoo                                                                             |
| 1973                                     | "I'm the Slime" (single mix with different guitar solo) b/w "Montana"                     | —                         | —                         | —                         | —                         | —                         | —                         | —                         | Over-Nite Sensation                                                                         |
| 1974                                     | "Don't Eat the Yellow Snow Suite" b/w "Cosmik Debris"                                     | 86                        | —                         | —                         | —                         | —                         | —                         | —                         | Apostrophe (')                                                                              |
| 1975                                     | "Du Bist Mein Sofa" b/w "Stink Foot" (from Apostrophe ('))                                | —                         | —                         | —                         | —                         | —                         | —                         | —                         | One Size Fits All                                                                           |
| 1976                                     | "Find Her Finer" b/w "Zoot Allures"                                                       | —                         | —                         | —                         | —                         | —                         | —                         | —                         | Zoot Allures                                                                                |
| 1976                                     | "Disco Boy" b/w "Ms. Pinky"                                                               | 105                       | —                         | —                         | —                         | —                         | —                         | —                         | Zoot Allures                                                                                |
| 1979                                     | "Dancin' Fool" b/w "Baby Snakes"                                                          | 45                        | —                         | —                         | —                         | —                         | —                         | —                         | Sheik Yerbouti                                                                              |
| 1979                                     | "Bobby Brown" b/w "Stick It Out" (from Joe's Garage Acts II & III)                        | —                         | —                         | 4                         | 5                         | 2                         | 1                         | 1                         | Sheik Yerbouti                                                                              |
| 1979                                     | "Joe's Garage" b/w "Central Scrutinizer"                                                  | —                         | —                         | —                         | —                         | —                         | 4                         | 14                        | Joe's Garage Act I                                                                          |
| 1979                                     | "Stick It Out" b/w "Why Does It Hurt" (from Joe's Garage Act I)                           | —                         | —                         | —                         | —                         | —                         | —                         | —                         | Joe's Garage Acts II & III                                                                  |
| 1980                                     | "I Don't Wanna Get Drafted" b/w "Ancient Armaments"                                       | 103                       | —                         | 71                        | —                         | —                         | —                         | 3                         | Non-album tracks                                                                            |
| 1981                                     | "Love of My Life" b/w "For the Young Sophisticate"                                        | —                         | —                         | —                         | —                         | —                         | —                         | —                         | Tinsel Town Rebellion                                                                       |
| 1981                                     | "Harder Than Your Husband" b/w "Dumb All Over"                                            | —                         | —                         | —                         | —                         | —                         | —                         | —                         | You Are What You Is                                                                         |
| 1981                                     | "You Are What You Is" b/w "Pink Napkins" (from Shut Up 'n Play Yer Guitar)                | —                         | —                         | —                         | —                         | —                         | —                         | —                         | You Are What You Is                                                                         |
| 1981                                     | "Goblin Girl" b/w "Pink Napkins" (from Shut Up 'n Play Yer Guitar)                        | —                         | —                         | —                         | —                         | —                         | —                         | —                         | You Are What You Is                                                                         |
| 1982                                     | "Valley Girl" b/w "You Are What You Is" (from You Are What You Is)                        | 32                        | 12                        | —                         | —                         | —                         | —                         | —                         | Ship Arriving Too Late to Save a Drowning Witch                                             |
| 1983                                     | "The Man from Utopia Meets Mary Lou" b/w "Sex"                                            | —                         | —                         | —                         | —                         | —                         | —                         | —                         | The Man from Utopia                                                                         |
| 1983                                     | "Cocaine Decisions" b/w "Sex"                                                             | —                         | —                         | —                         | —                         | —                         | —                         | —                         | The Man from Utopia                                                                         |
| 1984                                     | "Baby Take Your Teeth Out" b/w "Stevie's Spanking"                                        | —                         | —                         | —                         | —                         | —                         | —                         | —                         | Them Or Us                                                                                  |
| 1984                                     | "In France" B-side unknown                                                                | —                         | —                         | —                         | —                         | —                         | —                         | —                         | Them Or Us                                                                                  |
| 1984                                     | "The Girl in the Magnesium Dress" b/w "Outside Now, Again"                                | —                         | —                         | —                         | —                         | —                         | —                         | —                         | Boulez Conducts Zappa: The Perfect Stranger                                                 |
| 1988                                     | "Sexual Harassment in the Workplace" b/w "Watermelon in Easter Hay"                       | —                         | —                         | —                         | —                         | —                         | —                         | —                         | Guitar                                                                                      |
| 1988                                     | "Zomby Woof" paired with "You Didn't Try to Call Me"                                      | —                         | —                         | —                         | —                         | —                         | —                         | —                         | You Can't Do That on Stage Anymore, Vol. 1                                                  |
| 1991                                     | "Stairway to Heaven" paired with "Bolero"                                                 | —                         | —                         | —                         | 9                         | —                         | —                         | —                         | The Best Band You Never Heard in Your Life                                                  |
| "—" denotes releases that did not chart. |                                                                                           |                           |                           |                           |                           |                           |                           |                           |                                                                                             |

## Gæsteoptræden
- "Memories of El Monte" (1963, The Penguins, Original Sound)
- "Dear Jeepers", B-side "Letter from Jeepers" (1963, Bob Guy, Del-Fi Records)
- "Every Time I See You", B-side "Cradle Rock" (1964, The Heartbreakers, Del-Fi Records)
- "Gotta Find My Roogalator", B-side "Reconsider Baby" (1966, Bobby Jameson, Penthouse; uncredited)
- Animalism (1966, The Animals, MGM Records)
- Boy Wonder I Love You (1966, Burt Ward, MGM Records)
- Carry On (1967, Barry Goldberg, Verve/Folkways)
- An Evening with Wild Man Fischer (1968, Wild Man Fischer, Bizarre/Reprise)
- Permanent Damage (1969, The GTOs, Straight Records)
- Lucille Has Messed My Mind Up (1970, Jeff Simmons, Straight Records)
- Some Time in New York City (1972, John Lennon, Apple Records)
- For Real! (1973, Ruben and the Jets, Mercury Records)
- Feel (1974, George Duke, Verve Records; credited as Obdewl'l X)
- Good Singin', Good Playin' (1976, Grand Funk Railroad, MCA Records)
- Swing Charlebois Swing (1977, Robert Charlebois)
- Flint (1978, Flint, Columbia Records
- Touch Me There (1979, L. Shankar, Zappa Records; credited as Stucco Homes)
- Adieu C. A. (1992, Pražský výběr, Art Production K)

## Albums af andre kunstnere
- King Kong: Jean Luc Ponty Plays the Music of Frank Zappa (Jean Luc Ponty) (1970)
- The BRT Big Band Plays Frank Zappa (BRT Big Band) (1990)
- Yahozna Plays Zappa (Yahonza) (1992)
- Zappa's Universe—A Celebration of 25 Years of Frank Zappa's Music (Joel Thome/Orchestra of Our Time)(1993)
- Smart Went Crazy (Meridian Arts Ensemble) (1993)
- Harmonia Meets Zappa (Harmonia Ensemble) (1994)
- What's the Ugliest Part of Your Body? (Jon Poole) (1994)
- Music by Frank Zappa (Omnibus Wind Ensemble) (1995)
- Thanks to Frank (Warren Cuccurullo) (1995)
- Prime Meridian (Meridian Arts Ensemble) (1995)
- Anxiety Of Influence (Meridian Arts Ensemble) (1996)
- Frankincense: The Muffin Men Play Zappa (Muffin Men) (1997)
- Plays The Music of Frank Zappa (The Ed Palermo Big Band) (1997)
- Dischordancies Abundant (CoCö Anderson) (1997)
- Zappe Zappa (Pierre-Jean Gaucher) (1998)
- Ear Mind I (Meridian Arts Ensemble) (1998)
- Sta Chitarra Ammazzera 'Tua Madre (Ossi Duri) (1998)
- Frankly a Cappella (The Persuasions) (2000)
- The Zappa Album (Ensemble Ambrosius) (2000)
- Bohuslän Big Band plays Frank Zappa (Bohuslän Big Band) (2000)
- Fric Out ! (Nasal Retentive Orchestra) (2001)
- Have a Bun (Nasal Retentive Orchestra) (2002)
- Prophetic Attitude (Le Concert Impromptu & Bossini) (2002)
- Ensemble Modern Plays Frank Zappa: Greggery Peccary & Other Persuasions (Ensemble Modern) (2003)
- UMO Jazz Orchestra: UMO plays Frank Zappa feat. Marzi Nyman (2003)
- Tales Of Brave Flegmar (Nasal Retentive Orchestra) (2003)
- Oh No!... Just Another Frank Zappa Memorial Barbecue! (LeBocal) (2003)
- Zapparcie, czyli uboczne skutki jedzenia żółtego śniegu (Prząśniczki & Tymon Tymański) (2003)[19]
- The Purple Cucumber - A Zappa Tribute (BRTN Philharmonic Orchestra & Zuchini Rocking Teenage Combo) (2003 and 2008)
- NRO Live (Nasal Retentive Orchestra) (2004)
- Lemme Take You to the Beach: Surf Instrumental Bands playing the music of Zappa (Cordelia Records) (2005)
- Frank Zappa's Hot Licks (and Funny Smells) (Colin Towns and the NDR bigband) (rent a dog) (2005)[20]
- Zappostrophe (Marc Guillermont) (2005)
- Take Your Clothes Off When You Dance (The Ed Palermo Big Band) (2006)
- Music for Hungry People (Nasal Retentive Orchestra) (2007)
- Struber Z'Tett Plays Zappa Live : Les Noces De Dada (Struber Z'Tett) (2007)
- 2G (Pierre-Jean Gaucher & Christophe Godin) (2007)
- Zappa Plays Zappa (Dweezil Zappa) (2008)
- Eddy Loves Frank (The Ed Palermo Big Band) (2009)
- The Brass from Utopia (A Frank Zappa Tribute) (The Norwegian Wind Ensemble) (2013)
- Perfect Strangers (Heiner Goebbels, Frank Zappa) (The Norwegian Radio Orchestra) (2014)
- Sheik Yer Zappa (Stefano Bollani) (2014)
- Around Zappa (Cd+Dvd live at Blue Note Milano) (Quintorigo con Roberto Gatto) (2015)

## Salg
- Australien (70.000 eksemplarer)[21][22]
  - Januar 1976: Guldplade for "Just Another Band From LA"
  - Januar 1976: Guldplade for "Fillmore East"
- Østrig (50.000 eksemplarer)[23]
  - November 1991: Guldplade for "Bobby Brown"
- Canada (100.000 eksemplarer)[24]
  - September 1979: Guldplade for "Sheik Yerbouti"
  - November 1979: Guldplade for "Joe's Garage"
- Europa (1.000.000 eksemplarer)[25]
  - 1991: Guldplade for europæiske udgivelser
- Frankrig (100.000 eksemplarer)[26]
  - December 1979: Guldplade for "Sheik Yerbouti"
- Tyskland (500.000 eksemplarer)[27][28]
  - Januar 1980: Guldplade for "Sheik Yerbouti"
  - Januar 1980: Guldplade for "Bobby Brown"
- Norge (50.000 eksemplarer)[29]
  - January 1980: Guldplade for "Bobby Brown"
- Sverige (50.000 eksemplarer)[30]
  - Oltober 1993: Guldplade for "Bobby Brown"
- Skabelon:SWI (50.000 eksemplarer)[31]
  - December 1980: Guldplade for "Bobby Brown"
- Storbritannien (60.000 eksemplarer)[32]
  - Marts 1979: Sølv record for "Zoot Allures"
- USA (1,100.000 eksemplarer)[33]
  - April 1976: Guldplade for "Aposthrope (')"
  - November 1976: Guldplade for "Over-Nite Sensation"
  - June 2006: Guldplade for "Does Humor Belong in Music?"
  - Februar 2015: Guldplade for "Baby Snakes"

Total salg 1.000.000 (Europa), 70.000 (Oceanien), 1.200.000 (Nordamerika) = 2.270.000 eksemplarer solgt